# Clara non sunt interpretanda
Clara non sunt interpretanda (łac. nie dokonuje się wykładni tego, co jasne) – paremia, w myśl której jasne przepisy prawa nie wymagają interpretacji.
Reguła ta jest współcześnie stosowana w procesie wykładni prawa, a także przywoływana przez zwolenników jej klaryfikacyjnej koncepcji. Wyrażają oni stanowisko, że dokonywać interpretacji prawa należy tylko wtedy, gdy w tekście prawnym występują niejasności, które należy usunąć. Przeciwne stanowisko omnia sunt interpretanda (łac. wszystko podlega interpretacji) zajmują zwolennicy koncepcji derywacyjnej. Twierdzą oni, że każde odczytanie przepisów prawa nieuchronnie pociąga za sobą jednoczesną ich interpretację, nawet pozornie proste przepisy wymagają bowiem dokonywania pewnych założeń i przyjmowania pewnych definicji oraz konkretnego rozumienia słów i kontekstów, a te są nieuchronnie uwarunkowane kulturowo, językowo, klasowo, cywilizacyjnie, itd.

## Literatura
- Tatiana Chauvin, Tomasz Stawecki, Piotr Winczorek: Wstęp do prawoznawstwa. Warszawa: Wydawnictwo C.H. Beck, 2009. ISBN 978-83-255-1150-0. Brak numerów stron w książce